# Índice Tiobe
índice TIOBE da Comunidade de Programação, ou simplesmente Índice TIOBE (do inglês, TIOBE Programming Community Index) é uma lista ordenada de linguagens de programação, classificada pela freqüência de pesquisa em websites na internet usando o nome da linguagem como a palavra-chave, com atualização mensal.
O índice usa as estatísticas de buscas no: Google, Google Blogs, MSN, Yahoo!, Wikipedia e, YouTube. A informação mais recente é gratuita, mas as análises e estatísticas de dados ao longo dos anos é paga. Os autores do índice acham que essas informações podem ser valiosas ao aceitar variadas decisões estratégicas. O TIOBE foca em linguagens de programação completas (Turing completa), logo, não fornece informações sobre a popularidade de, por exemplo, SQL ou HTML.
Conforme o TIOBE, este índice não é sobre a melhor linguagem de programação, e não é sobre a linguagem que possui a maior quantidade de linhas de código Entretanto, o site alega que a frequência de buscas pode refletir o número de engenheiros hábeis, cursos e vagas de emprego no mundo todo. Tim Bunce, autor do Perl DBI, foi crítico quanto ao índice e seus métodos de classificação.

## Classificações
Conforme TIOBE, as vinte linguagens de programação mais populares são:
1. Java
2. C
3. Python
4. C++
5. C#
6. Visual Basic .NET
7. JavaScript
8. PHP
9. Swift
10. PL/SQL
11. Ruby
12. Delphi / Object Pascal
13. Objective-C
14. Go
15. Assembly
16. Visual Basic
17. R
18. R
19. Perl
20. MATLAB

Se comparar-mos o indice homologo (á um ano atras) verifica-se que a linguagem de programação Lua teve a maior subida, como se pode verificar na tabela seguinte.
| Índice por ano | Índice por ano | Índice por ano       |                          |                   |               |
| 2022           | 2021           | Alteração de posição | Linguagem de Programação | Classificação (%) | Alteração (%) |
| -------------- | -------------- | -------------------- | ------------------------ | ----------------- | ------------- |
| 1              | 2              | 1                    | Python                   | 12,74%            | +0.86%        |
| 2              | 1              | -1                   | C                        | 11.59%            | -1.80%        |
| 3              | 3              |                      | Java                     | 10.99%            | -0.74%        |
| 4              | 4              |                      | C++                      | 8.83%             | +1.01%        |
| 5              | 5              |                      | C#                       | 6.39%             | +1.98%        |
| 6              | 6              |                      | Visual Basic             | 5.86%             | +1.85%        |
| 7              | 7              |                      | JavaScript               | 2.12%             | -0.33%        |
| 8              | 8              |                      | Assembly language        | 1.92%             | -0.51%        |
| 9              | 10             | 1                    | SQL                      | 1.87%             | +0.16%        |
| 10             | 9              | -1                   | PHP                      | 1.52%             | -0.34%        |
| 11             | 17             | 6                    | Delphi/Object Pascal     | 1.42%             | +0.22%        |
| 12             | 18             | 6                    | Swift                    | 1.23%             | +0.08%        |
| 13             | 13             |                      | R                        | 1.22%             | -0.16%        |
| 14             | 16             | 2                    | Go                       | 1.11%             | -0.11%        |
| 15             | 12             | -3                   | Classic Visual Basic     | 1.03%             | -0.38%        |
| 16             | 21             | 5                    | Objective-C              | 1.03%             | +0.24%        |
| 17             | 19             | 2                    | Perl                     | 0.99%             | -0.05%        |
| 18             | 37             | 19                   | Lua                      | 0.98%             | +0.64%        |
| 19             | 11             | -8                   | Ruby                     | 0.86%             | -0.64%        |
| 20             | 15             | -5                   | MATLAB                   | 0.82%             | -0.41%        |

| Posição | Linguagem de Programação | Taxa de Utilização |
| ------- | ------------------------ | ------------------ |
| 21      | Prolog                   | 0,81%              |
| 22      | SAS                      | 0,79%              |
| 23      | (Visual) FoxPro          | 0,68%              |
| 24      | Scratch                  | 0,65%              |
| 25      | Julia                    | 0,64%              |
| 26      | COBOL                    | 0,62%              |
| 27      | Ada                      | 0,46%              |
| 28      | Rust                     | 0,39%              |
| 29      | Kotlin                   | 0,39%              |
| 30      | Fortran                  | 0,38%              |
| 31      | Lisp                     | 0,36%              |
| 32      | VBScript                 | 0,34%              |
| 33      | Dart                     | 0,31%              |
| 34      | Scala                    | 0,28%              |
| 35      | PL/SQL                   | 0,27%              |
| 36      | D                        | 0,26%              |
| 37      | LabVIEW                  | 0,24%              |
| 38      | Logo                     | 0,23%              |
| 39      | Transact-SQL             | 0,22%              |
| 40      | ABAP                     | 0,21%              |
| 41      | Groovy                   | 0,20%              |
| 42      | Haskell                  | 0,20%              |
| 43      | TypeScript               | 0,19%              |
| 44      | Awk                      | 0,19%              |
| 45      | Simulink                 | 0,19%              |
| 46      | PowerShell               | 0,19%              |
| 47      | RPG                      | 0,18%              |
| 48      | Bash                     | 0,17%              |
| 49      | Hack                     | 0,17%              |
| 50      | Racket                   | 0,17%              |

| Linguagem de Programação | 2022 | 2017 | 2012 | 2007 | 2002 | 1997 | 1992 | 1987 |
| ------------------------ | ---- | ---- | ---- | ---- | ---- | ---- | ---- | ---- |
| Python                   | 1    | 5    | 8    | 7    | 11   | 28   |      |      |
| C                        | 2    | 2    | 2    | 2    | 2    | 1    | 1    | 1    |
| Java                     | 3    | 1    | 1    | 1    | 1    | 15   |      |      |
| C++                      | 4    | 3    | 3    | 3    | 3    | 2    | 2    | 5    |
| C#                       | 5    | 4    | 4    | 8    | 16   |      |      |      |
| Visual Basic             | 6    | 14   |      |      |      |      |      |      |
| JavaScript               | 7    | 7    | 10   | 9    | 9    | 21   |      |      |
| Assembly language        | 8    | 10   |      |      |      |      |      |      |
| PHP                      | 9    | 6    | 5    | 5    | 6    |      |      |      |
| SQL                      | 10   |      |      |      | 29   |      |      |      |
| Prolog                   | 24   | 33   | 39   | 27   | 15   | 19   | 15   | 3    |
| Lisp                     | 32   | 31   | 13   | 15   | 12   | 10   | 10   | 2    |
| Pascal                   | 270  | 103  | 14   | 20   | 31   | 9    | 3    | 6    |
| (Visual) Basic           |      |      | 7    | 4    | 4    | 3    | 5    | 4    |

| Ano  | Vencedor     |
| ---- | ------------ |
| 2021 | Python       |
| 2020 | Python       |
| 2019 | C            |
| 2018 | Python       |
| 2017 | C            |
| 2016 | Go           |
| 2015 | Java         |
| 2014 | JavaScript   |
| 2013 | Transact-SQL |
| 2012 | Objective-C  |
| 2011 | Objective-C  |
| 2010 | Python       |
| 2009 | Go           |
| 2008 | C            |
| 2007 | Python       |
| 2006 | Ruby         |
| 2005 | Java         |
| 2004 | PHP          |
| 2003 | C++          |

## Repercussão
Por muitos anos, o TIOBE tem sido alvo de ofensas (flaming). Num caso particular, o decréscimo da popularidade do Perl (enquanto na classificação geral ainda se mantém alto) levantou discussões de que talvez essa linguagem esteja "morrendo", seguido de respostas negativas da comunidade Perl. De maneira parecida, o crescimento do Python tem sido discutido como um sucesso na comunidade Python, apesar do declínio acentuado da popularidade do Python que ocorreu durante 2011 ser estudiosamente ignorado. O fato do Java permanecer no topo tem sido interpretado como um sucesso, mas uma queda ao longo de muitos anos também levantou uma discussão sobre o Java estar morrendo. O TIOBE indica que o C# está crescendo em popularidade conforme tem subido no ranking, e atualmente se encontra na quarta posição. O índice TIOBE não dá uma colocação particularmente alta para o Fortran, Eiffel e outras linguagens notáveis.
O índice TIOBE  é sensível à política de classificação das ferramentas de busca em que se baseia. Por exemplo, em abril de 2004 a Google realizou uma ação de limpeza para se livrar de tentativas desleais para promover o ranking de busca. Como consequência, houve uma grande queda para linguagens como Java e C++, mesmo assim permanecendo no topo da tabela. Para evitar tais flutuações, o TIOBE agora utiliza mais ferramentas de busca.